# Manning Clark

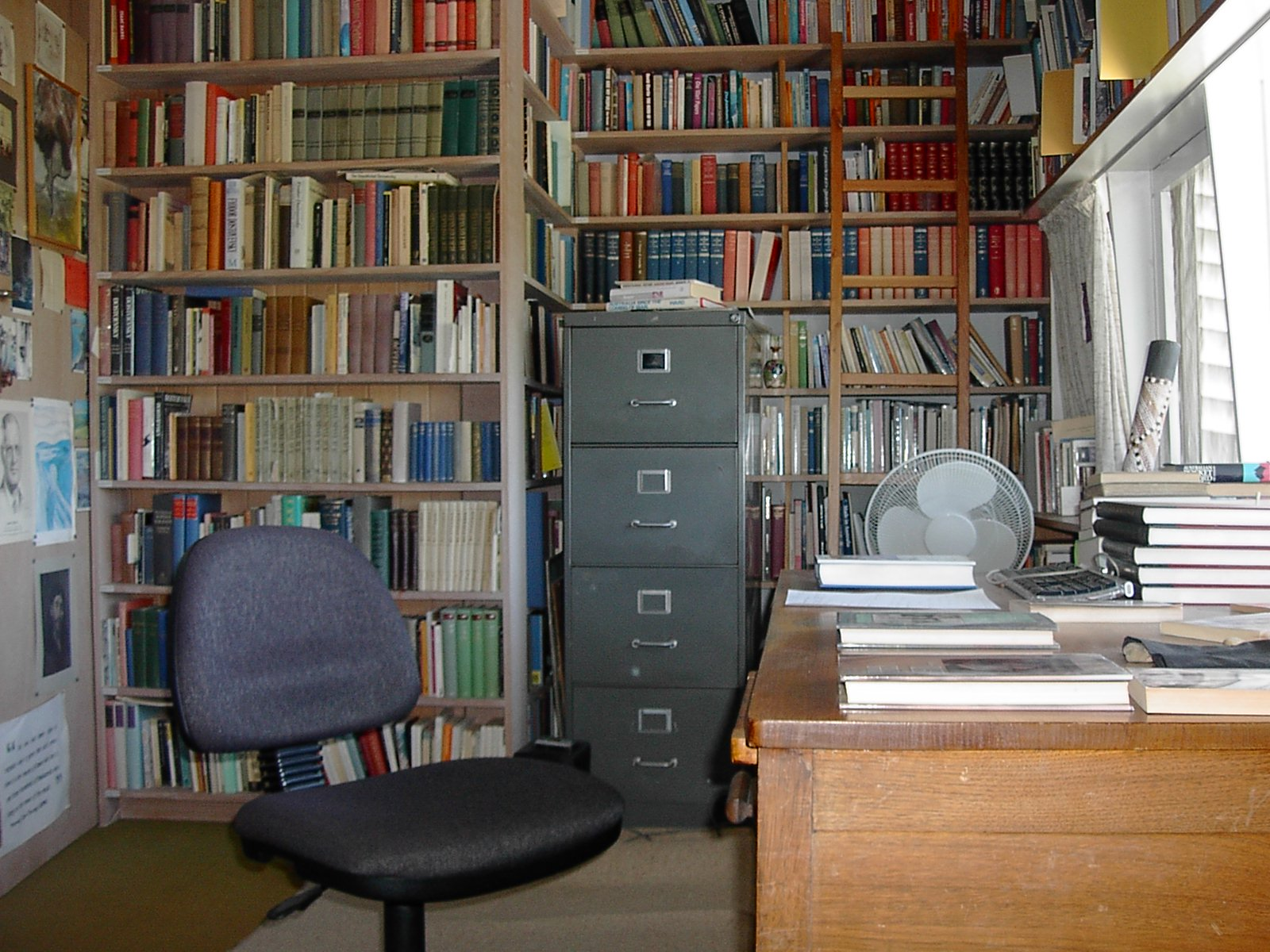
Das Arbeitszimmer Manning Clarks

Charles Manning Hope Clark AC (* 3. März 1915 in Burwood, Sydney; † 23. Mai 1991 in Canberra) war ein australischer Historiker.

## Leben
Clark, ein Sohn des Pfarrers Charles Clark, wurde an der Melbourne Grammar School und der University of Melbourne sowie an der Universität Oxford ausgebildet. Er lehrte an der Grammar School von Geelong, bevor er an der Australian National University (ANU) in Canberra den letzten Teil seiner Karriere absolvierte.
Clarks erste Veröffentlichung war Select documents in Australian History, die in zwei Bänden erschien. Der erste Band von 1950 behandelte die Zeit von 1788 bis 1850, der zweite Band von 1955 enthielt die Geschichte von 1850 bis 1900. Clarks bekanntestes Werk ist die sechs Bände umfassende History of Australia, die zwischen 1962 und 1987 veröffentlicht wurde. Er wurde 1975 zum Mitglied des Order of Australia ernannt, der höchsten zivilen Ehre in Australien, und 1980 zum Australian of the Year gewählt. 1988 wurde er als ausländisches Ehrenmitglied in die American Academy of Arts and Sciences gewählt.
Der Historiker war politisch links orientiert und wurde von den Konservativen als zentraler Befürworter der sogenannten Black arm band theory of history angesehen, einer Theorie kritischer Geschichtsschreibung. Clark hinterließ eine der verständlichsten und einflussreichsten Arbeiten auf diesem Gebiet.
Seine Frau Dymphna (1916–2000), mit der er sechs Kinder hatte, war eine akademische Linguistin, die Deutsch an der Australian National University lehrte. Sie übersetzte und veröffentlichte 1994 das New Holland Journal des Forschers Carl von Hügel.

## Weitere Veröffentlichungen
- 1957: Sources of Australian History
- 1960: Meeting Soviet Man
- 1963: Short History of Australia
- 1969: Disquiet and Other Stories
- 1977: In search of Henry Lawson